# Henri Libert (musicien)
Pour les articles homonymes, voir Henri Libert (homonymie) et Libert.
Jules Victor Henri Libert, né le 15 décembre 1869 à Paris 17e et mort à Vanves le 14 janvier 1937, est un compositeur et organiste français.

## Biographie
Élève de Charles-Marie Widor, César Franck, Antoine-François Marmontel, Louis Diémer, Jules Massenet, il gagne le premier prix d'orgue en 1894. Il est titulaire des grandes orgues de la Basilique Saint-Denis de 1896 à 1937,. Il est professeur au conservatoire américain de Fontainebleau. Il compte parmi ses élèves Henri Heurtel, son successeur aux grandes orgues de la basilique Saint-Denis. Il donne des concerts, par exemple le 14 mars 1928 à l'église Notre-Dame-des-Blancs-Manteaux. Le 17 mai 1925, il joue à l'occasion d'une messe célébrée en communion avec la canonisation de Thérèse de Lisieux par Pie XI, à Rome. 
Il épouse le 20 septembre 1901 à Paris la musicienne Jeanne Laisné.
Il décède la même année que les musiciens Charles-Marie Widor (son maître), Albert Roussel (dont il est un exact contemporain), Louis Vierne (organiste titulaire de la cathédrale Notre-Dame de Paris) et Maurice Ravel.

## Œuvres
- Henri Libert, Prière, pour orgue (1894, L'Orgue moderne 1)[12]
- Plusieurs œuvres de la collection Pièces pour la jeunesse (Paris) :
  - 2 - Badinage, pour piano à quatre mains (1903) (BNF 43115059) ;
  - 3 - Souvenir d'autrefois pour piano à quatre mains (1905) (BNF 43115067) ;
  - 4 - Air ancien pour piano à quatre mains (1904) (BNF 43115057) ;
  - 5 - Rondeau pour piano à quatre mains (1904) (BNF 43115066) ;
  - 6 - Le Carillon pour piano à quatre mains (1904) (BNF 43115060).
- Henri Libert, Variations symphoniques, pour orgue, sur un thème en forme de passacaille, Paris, Bruxelles, Éditions Henry Lemoine, 1925 (BNF 43115068)
- Henri Libert, Cinquante leçons de solfège en clé de sol : Leçons progressives et expressives dans le caractère du lied, Paris, Bruxelles, Éditions Henry Lemoine, 1931 (BNF 43115062)
- Henri Libert, Sub fuum. Fragment en canon, Paris, 3 novembre 1900, 335 x 265 mm, 3 p. (BNF 43997687)

## Distinctions
- Officier d'Académie (arrêté du ministre de l'Instruction publique et des Beaux-Arts du 7 janvier 1914)[13]